# Comté de Trimble
Le comté de Trimble est un comté de l'État du Kentucky, aux États-Unis. Son siège est situé à Bedford.

## Histoire
Fondé en 1837, le comté a été nommé d'après le juge Robert Trimble (en) (1776-1828).